# Joanópolis
Joanópolis é um município brasileiro do estado de São Paulo, na microrregião de Bragança Paulista, nos contrafortes da Serra da Mantiqueira, divisa com Minas Gerais. Sua população, de acordo com o Censo 2022, é de 12.815 habitantes, com uma densidade de 34,2 habitantes por km². Devido ao clima, belezas naturais, cultura e localização, a cidade atrai muitos turistas, principalmente da região metropolitana de São Paulo e Campinas, com fácil acesso pela BR-381 (Rodovia Fernão Dias) e pela SP-65 (Rodovia Dom Pedro I). 

## Estância turística
Joanópolis é um dos 70 municípios paulistas considerados estâncias turísticas pelo estado de São Paulo, por cumprirem determinados pré-requisitos definidos por Lei Estadual. Tal status garante a esses municípios uma verba maior por parte do estado para a promoção do turismo regional. Também, o município adquire o direito de agregar junto a seu nome o título de Estância Turística, termo pelo qual passa a ser designado tanto pelo expediente municipal oficial quanto pelas referências estaduais.

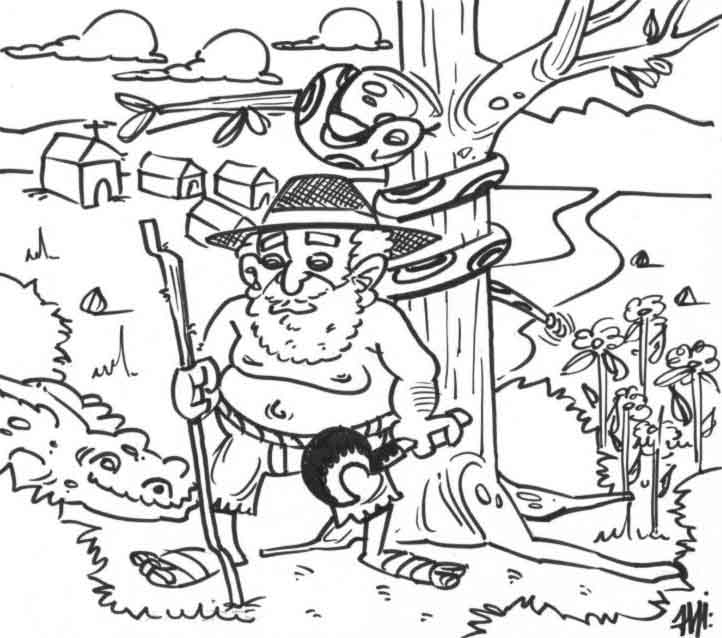
O Ermitão ou Judeu errante ou Ahsverus representa o que há de mais misterioso, antigo e rústico na tradição civilizatória. Conta a lenda que este milenar ancião esteja perambulando na Serra da Mantiqueira e dizem que fora visto em Joanópolis SP, Camanducaia MG e Visconde de Mauá RJ.

## História
A história da formação do Bairro do Curralinho inicia-se quando às margens do Ribeirão Jacareí (Jacarehy), entre 1730 e 1740, começou a se formar um arraial pelos Sertanistas ou Bandeirantes que, a princípio, devido a sua localização às margens do rio, ficou conhecida pelo nome de Bairro de Jacareí. Com o aumento da população, os moradores da região compreendida entre o alto curso dos rios Jaguari e Cachoeira, em 1878, reuniam-se no terreiro de Domingos Fernandes de Almeida e ali se construiu uma cruz, para festejar São João Batista, no dia 24 de junho de cada ano.
Naquele ano, decidiram escolher os festeiros Anselmo Gonçalves Caparica e Ambrosina Pinto para organizar anualmente essas comemorações.
Tiveram a ideia de construir uma pequena capela que abrigasse os fiéis nas proximidades do antigo cruzeiro. Neste ano, João José Baptista Nogueira e Luiz Antônio Figueiredo, doaram 4,5 alqueires de terra para formação de um patrimônio, onde foi erguida a capela, recebendo a povoação o nome São João do Curralinho, nos primeiros contrafortes da Serra da Mantiqueira, no território de Santo Antônio da Cachoeira (Piracaia).
Em 13 de março de 1891, através do Decreto-Lei Estadual nº 135, o povoado foi elevado a Distrito de Paz do município de Santo Antonio da Cachoeira (atual Piracaia) com o nome de São João do Curralinho. Suprimido pela Lei Estadual nº 54, de 9 de agosto de 1892 e restaurado pela de nº 207, de 30 de agosto de 1893.

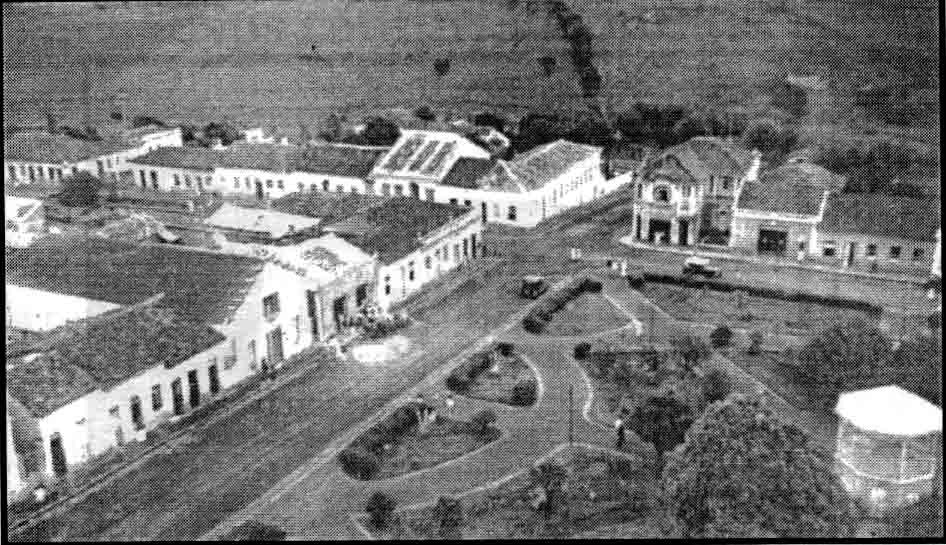
Vista aérea de Joanópolis, vendo-se o palacete de Felício Fernandes Nogueira construído em 1929.

Em 17 de agosto de 1895, através da Lei Estadual nº 348, foi elevada à categoria de vila com a denominação de São João do Curralinho, desmembrado de Santo Antônio da Cachoeira. Sua instalação ocorreu no dia 21 de agosto de 1896.
Em 19 de dezembro de 1906, através da Lei Estadual nº 1038, foi elevada a categoria de município.
O município tomou a denominação de Joanópolis, através da Lei Estadual nº 1578, de 18 de dezembro de 1917, cujo significado é cidade de João, em virtude de seu padroeiro, São João Batista.
No dia 23 de janeiro de 2001, o município foi elevado à categoria de Estância Turística, através da Lei Estadual nº 10.759.

### Os Nogueira na região
Em 1797, José Nogueira, Geraldo Nogueira e João Nogueira Bueno, viviam em Conceição do Jaguary (Bragança Paulista), onde na época existiam apenas 25 casas habitadas. Nesse ano, vários cidadãos, inclusive os Nogueira, assinaram uma petição, solicitando a emancipação do lugar.
No Almanach de Piracaia, encontramos o nome de Francisco [Antonio] Nogueira, irmão de Ignácio Nogueira, mencionado como um dos primeiros construtores do município, em 1817, quando o seu nome ainda era Vila de Santo Antônio da Cachoeira.
No mesmo Almanach refere-se a Manuel Gomes Nogueira, em 1830, como proprietário de um sítio nas proximidades do rio Jacareí e "Pedra Grande do Lopo".
Em 1865, Antônio Gomes Nogueira Fernandes era proprietário de um sítio no Bairro da Moenda, em Curralinho. Suas terras, na época do desenvolvimento da Vila de São João do Curralinho, pertenceram a Benjamin Ferreira de Moraes, nome ligado a história. O nome Nogueira Fernandes parece sugerir ligação deste com a família Fernandes de Almeida. Isto é novamente sugerido, como veremos oportunamente, em relação de negócios entre as duas famílias em Curralinho e nomes de descendentes dos Nogueira.
É provável que João José Baptista Nogueira, que nasceu no Porto Pt em 1825, que chegou ao Brasil aos dez anos de idade, tenha ido parar em Curralinho através de parentesco com os irmãos Francisco Antônio Nogueira e Ignácio Nogueira, dois dos primeiros construtores de Piracaia.

#### Outros nomes tradicionais
Por volta de 1800, alguns nomes tradicionais e importantes na história do país, provavelmente "posseiros", já viviam em Curralinho ou adjacências. Entre outros, foram eles: Domingos José Pinto, chefe de numerosa família, Pedro Rodrigues de Oliveira, conhecido como Nhonhõ Preto, filho do alferes Manuel Preto e José Gonçalves Pereira.
Esses nomes não foram encontrados na lista de Sesmeiros. Infelizmente, busca mais rigorosa foi impossível devido estarem os documentos (nas latas), no Arquivo do Estado de São Paulo, totalmente contaminados com droga altamente perigosa a saúde de seus usuários.
Certamente existiram outros, mas referimo-nos a nomes que se tornaram conhecidos através dos anos nas adjacências de Curralinho.

#### A "Ponte dos Nogueiras" e o "Morro do João Nogueira"
Ainda no início da história de Piracaia, em 1829, nas divisas eclesiásticas do município, é mencionada a "Ponte dos Nogueiras" sobre o "Rio Jacarehy".
O nome Nogueira está estritamente ligado à história da fundação e desenvolvimento do município de Piracaia e em conexão com propriedades de muitas terras em toda a região, existindo até mesmo um morro conhecido como o "Morro do João Nogueira".
No Arquivo do Estado de São Paulo, foi encontrado um mapa antigo de Piracaia e região, o qual indica o "Morro do João Nogueira", cuja localização podemos verificar em relação à Fazenda Fortaleza e à Fazenda Santa Rosa, ambas nas proximidades da Serra do Lopo. Já em 1601, este morro tinha o nome ligado a um português e era conhecido como ponto geográfico histórico importante, referência para os Bandeirantes que por ai passavam a fim de encontrar a presença indígena e do ciclo do ouro. Existe a grande possibilidade de que o "Morro do João Nogueira" também já existisse nos anos de 1600, o que, absolutamente, não nos causaria surpresa.

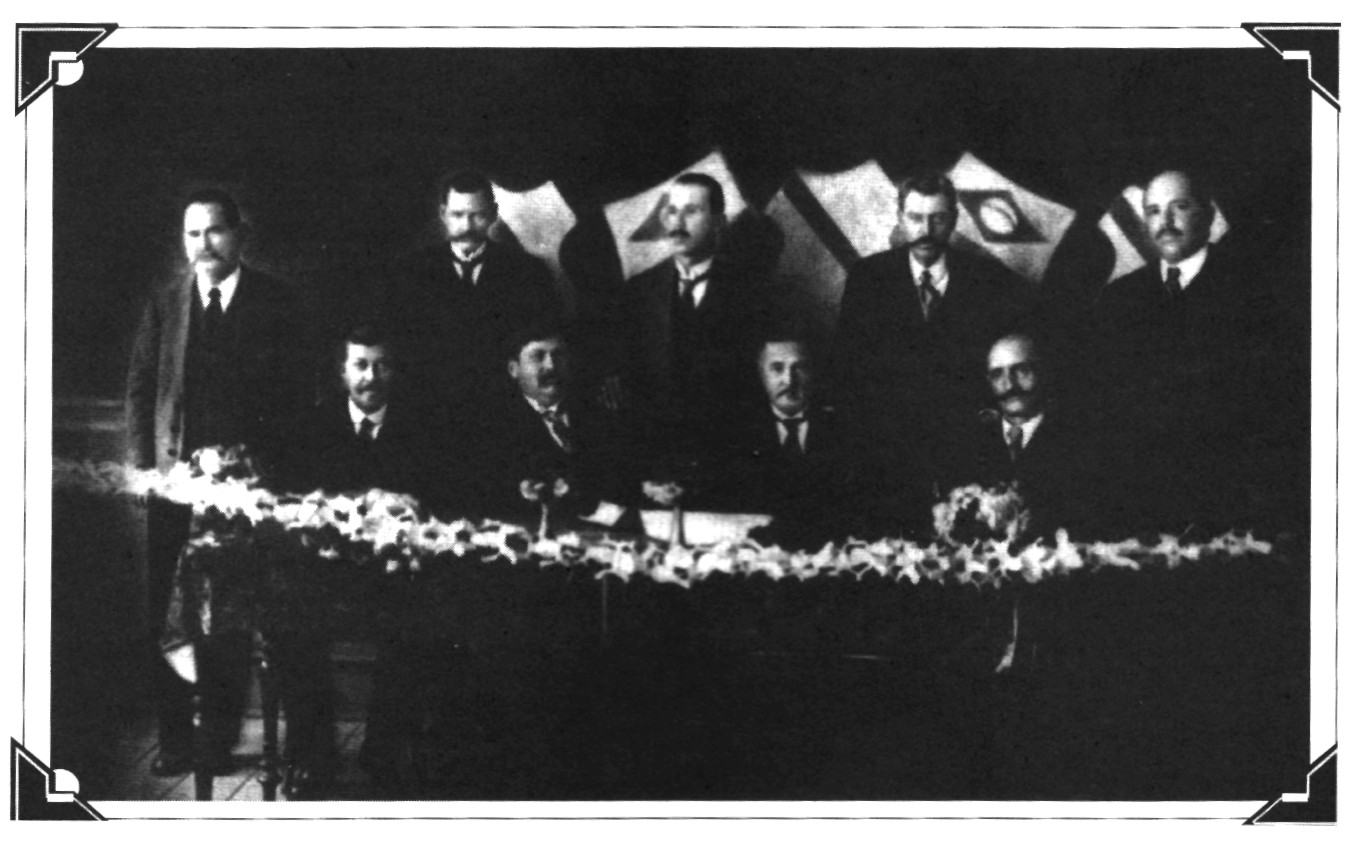
Líderes e figuras políticas. Alguns descendentes de fundadores legítimos da Vila de São João do Curralinho. Membros do Partido Republicano Paulista. De pé: José Cândido de Campos, Francisco Wöhlers, Godofredo Frederigue, Domingos José Nogueira e João Augusto Ferreira. Sentados: Antônio Luiz da Silveira, Nabor Silva, João Ernesto Figueiredo e Domingos Marcondes da Silveira. Foto c. 1910..

A presença dos Nogueira na região, assim como a existência da "ponte" e do "morro" nada esclarecem sobre os Nogueira em Curralinho, mas confirma que essa antiga família não só possuía muitas terras na região bragantina, como também tinha conexão com João José Baptista Nogueira que se encontrava no Bairro do Curralinho, em 1856, já que existe documento de compra e venda de terras em seu nome neste ano.
Concluímos, ainda, que João José Baptista Nogueira, de apenas dez anos, foi viver no antigo Bairro de Curralinho, por volta de 1835, ai cresceu e adotou a cidadania de curralinhense.
Portanto, em 1878, ele vivia na região há cerca de 43 anos, havia se transformado em um adulto maduro, pessoa bondosa e, como seus ancestrais, também havia se tornado possuidor de muitas terras. O pequeno português havia se integrado na terra e se tornado parte de sua história.
O que a história indica, portanto, à que os primeiros Nogueira fizeram parte daqueles que se envolveram na fundação e desenvolvimento das freguesias: Conceição do Jaguary (Bragança Paulista) e Santo Antônio da Cachoeira (Piracaia).
É certo que os primeiros Nogueira chegaram a conhecer o arraial de Jacareí - 1740 - (depois Curralinho), assim como é certo que João José Baptista Nogueira foi um dos fundadores legítimos do bairro do Curralinho.

#### Felício Fernandes Nogueira

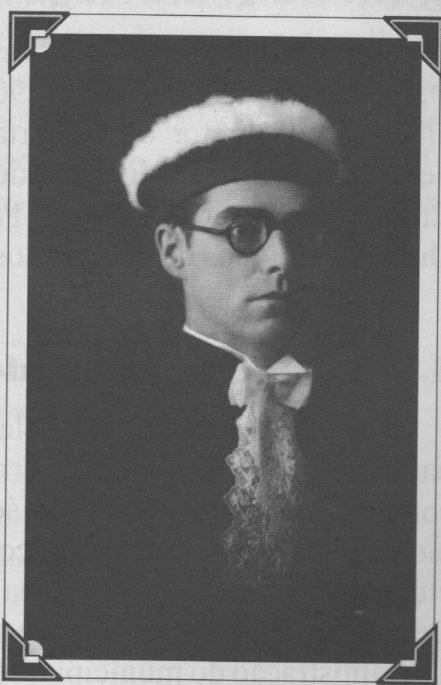
Felício Fernandes Nogueira, por ocasião de sua formatura em medicina na cidade de Curitiba PR (1930/35).

Filho de Arnaldo José Nogueira e Maria Luiza de Oliveira, Felício Fernandes Nogueira (1900-1985), entre os cientistas joanopolenses, parecer ser a figura lembrada com maior carinho, a princípio, fez o curso primário em sua terra e até os 17 anos trabalhou na lavoura ao lado dos colonos da fazenda São João.
Cursou o secundário no Liceu Fluminense de Humanidades do Estado do Rio de Janeiro. Diplomou-se farmacêutico pela Escola de Pharmacia e Odontologia de Pindamonhangaba SP, com farmácia montada na década de 1930, posteriormente, como médico, formado em Curitiba PR, e ainda como político.
Trabalhou como médico em Getulina e Descalvado. Dedicou a maior parte de sua vida profissional ao povo de sua terra, foi diretor e médico obstetra da Santa Casa de Joanópolis por 20 anos.
Demonstrou sua capacidade e vigor na posição de líder político, assumindo a administração do município, como Prefeito, três vezes (1928-1930; 1942-1946 e 1948-1950). Por suas administrações foi considerado um dos três melhores prefeitos do Estado de São Paulo, em concurso realizado pela Rádio Record.
Em 1951 foi nomeado pelo presidente (hoje chama-se governador) de São Paulo, Prof. Lucas Nogueira Garcez, como chefe do Posto de Saúde de Santa Bárbara d´Oeste, realizando projetos para o crescimento deste município.
A casa (foto abaixo, a direita) têm 9 cômodos, foi demorada a sua construção. Terminou em 1929. Disse Norberto Nogueira, 69 (1940-2012; 72 anos), sobrinho de Felício Fernandes Nogueira.
Quando ele foi prefeito… Era uma "brigaiada". Eles queriam atacar ele lá… Ele morava naquele sobrado ali… Da farmácia. Dai… Meu pai (José Arnaldo Nogueira), meus irmãos, iam todos com arma para ficar junto d´ele, para protegê-lo dos adversários. Depoimento de Iracema (Nogueira), 89 (1921-2010).

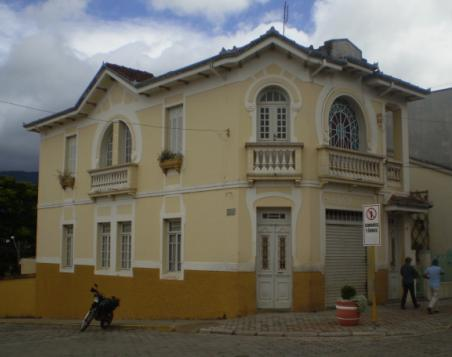
Palacete do médico Felício Fernandes Nogueira, palco de acontecimentos inusitados, conforme depoimento, acima, de Iracema (Nogueira) Bertolini Alberti.

#### Rivalidades
A história que se segue, ilustra, ao mesmo tempo, a realidade em que as duas gerações viviam na década de 1920, e revela a revolta de ambos contra um sistema político e social da época na região.
No mesmo tom em que Didi (Moscardini) contava suas histórias, eis agora esta nas palavras de seu filho. Dito sorri ao lembrar-se do que lhe acontecera cerca de setenta anos atrás (relato documentado na década de 1990). Este episódio meio dramático envolveu dois antigos moradores de Joanópolis. Dito iniciou o relato de sua história, que foi toda gravada.

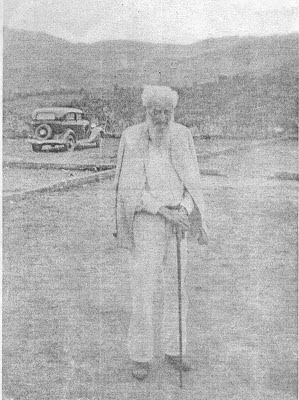
Domingos José Nogueira (Nhô Mingo) (1852 - October 23, 1950) ao fundo ~ 1930 Chevrolet AD Universal no terreiro de secagem de café em Joanópolis SP.

Nhõ Mingo Nogueira (Domingos José Nogueira) era um homem de idade, bom, pacato, honesto. Ele costumava sentar-se numa cadeira à porta de sua casa durante horas a fio. O coronel Figueiredo era o chefe político do lugar. Os dois andavam encrencados por questões políticas.
Naquela ocasião, eu ainda era moleque, mas já andava armado. Para que eu pudesse acompanhar meu pai à caça, ele me colocou arma na mão e me ensinou a atirar quando eu tinha meus dez anos de idade. Com treze, quatorze anos, eu já andava com um bom 38, com dezesseis, eu já atirava bem e escorava quem viesse…Um dia, eu ia passando e percebi Nhô Mingo sentado lá, quieto, preocupado. Então, eu perguntei:
- O que tá acontecendo, Nhô Mingo? Parece triste…
- É, uma turma aí, a mando do coronel, anda me cercando.
- Não se assuste - eu disse para Nhô Mingo - Deixe a turma que venha, olha aqui a minha carabina. Nhô Mingo pensou um pouco e perguntou:
- Tem bala?
- Tem - eu respondi. Daí ele gritou lá pro rapaz do armazém:
- Ô Vicente, traga uma caixa com sessenta balas.
Então eu mandei recado para turma que, se fosse homens, que descessem. Quando o rapaz saiu com o meu recado, chegaram mais três Nogueiras, Atílio, Aparício e Aristarco. Ficamos os quatro ali, esperando horas pela turma. Mas não apareceu ninguém.
Depois de alguns dias, o coronel foi falar com o meu pai:
- É, Didi, tivemos uma encrenca com o Mingo Buava(o mesmo Mingo Nogueira) e o vosso filho mandou um recado para mim… O recado não está jogado fora. Qualquer hora eu vou conversar com ele. - Meu pai respondeu:
- Saiba como conversa com o Dito, coronel, ele é bom atirador e tem apenas pouco mais de quinze anos…
O coronel nunca veio falar comigo, mas me marcou pelo resto da vida.
Ao ser interrogado sobre a razão por que Dito achava que o coronel o teria marcado, ele respondeu:
Um dia, depois do incidente com Nhô Mingo, o coronel disse a uma pessoa lá na cidade:
- O filho do Moscardini nunca vai arranjar nada comigo, e nunca vai conseguir nada aqui em Joanópolis.
Quando eu soube disso, eu mandei um recado para ele pela mesma pessoa:
- Diga lá pro coronel que eu não preciso dele, e que o dia que Joanópolis não me servir eu vou m´embora, mas fora daqui ninguém me põe. Quando eu morrer, se for sepultado aqui, não vai ser nenhuma novidade para ninguém.
Ao perguntar-lhe se era verdade que Joanópolis fora terra de pistoleiros no passado, Dito confirmou que sim e, ao mesmo tempo, acudiram-lhe outras histórias do passado, igualmente incríveis.
O episódio que se desenvolveu entre Dito e o coronel por causa de Nhõ Mingo Nogueira não é uma típica história de pistoleiros. Sua defesa do velho Nogueira revela simplesmente que Dito reagiu contra o abuso dos direitos do indivíduo e em defesa de uma justiça social. Se o velho Nogueira foi abusado por uma autoridade, Dito, em sua mente ainda jovem, julgava-se com o direito de abusar dessa mesma autoridade. Os direitos de igualdade deviam ser aplicados a todos os cidadãos. No seu raciocínio, o coronel não tinha o direito de impedi-lo de ser bem-sucedido em Joanópolis, onde ele havia nascido.
Se Dito desafiou o coronel no caso do velho Nogueira, foi unicamente em defesa dos direitos de um cidadão que, vencido pela idade, não tinha forças para confrontações físicas.

#### Contexto histórico
Foi nesse contexto histórico da povoação que, graças a esses primitivos [os pioneiros: civilizadores x bandoleiros], a certo ponto, na década de 1870, alguns ainda queriam "denominar" o povoado de "terra de assassinos". Por essa razão, o lugar chegou a ser chamado, por alguns, de São João do "fura tripa". Tais denominações sugerem claramente o estado de angústia em que viviam os moradores de Curralinho, castigados pelas perseguições e sob constantes ameaças de morte pelos desordeiros que viviam a promover o terror e o descrédito do lugar.

#### Bairro dos Nogueira

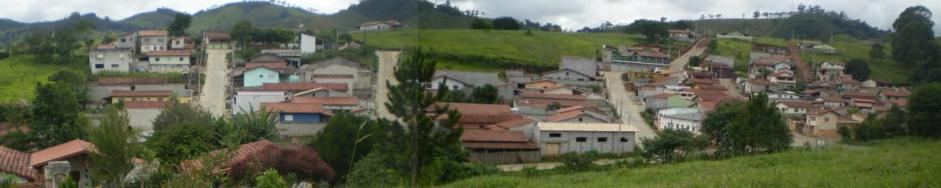
Leste de Joanópolis. Loteamento em crescimento desde 2006. Muitos Nogueira e parentes moram no local.

Com mais de 100 imóveis, o terreno fora dos herdeiros de José Arnaldo Nogueira e Antônio Alberti, que venderam a preços módicos ao atuais moradores, contribuindo para o crescimento do município.

#### Prof. Dr. Antônio Ferreira de Almeida Júnior
Nasceu em Joanópolis SP a 8 de junho de 1892 e faleceu na capital SP a 4 de abril de 1971. Foi cunhado do Dr. Felício Fernandes Nogueira.
Almeida foi um dos signatários do Manifesto dos Pioneiros da Educação Nova - ideólogo da escola pública -, além de um dos fundadores da Universidade de São Paulo (USP) e da Escola Paulista de Medicina. Foi professor Livre-docente de Medicina Legal da Faculdade de Direito de São Paulo, entre os anos da década de 1920 a 1962 trabalhou desde auxiliar, diretor da Secretaria da Educação do Estado de São Paulo até como membro do Conselho Nacional de Educação e do Conselho Federal de Educação.
Principais publicações: Cartilha de Higiene. São Paulo, Cia. Editora Nacional, 1922. Biologia Educacional. São Paulo, Cia. Editora Nacional, 1931. A escola pitoresca e outros trabalhos. São Paulo, Cia. Editora Nacional, 1934. Elementos de anatomia e fisiologia humanas. São Paulo, Cia. Editora Nacional, 1935. Lições de Medicina Legal. São Paulo, Cia. Editora Nacional, 1948.Problemas do ensino superior. São Paulo, Cia. Editora Nacional, 1956.E a Escola Primária? São Paulo, Cia. Editora Nacional, 1959.

### Uma sociedade "sui generis"[18]
A interligação entre famílias, através de casamentos, deu origem à formação de uma pequena sociedade "sui generis" sob certos aspectos. Os membros dessa sociedade foram se interligando, não só socialmente e através da religião, mas também em negócios relacionados com a lavoura local, e com compra e venda de terras e de animais e participação em heranças. Os laços familiares e os negócios mantinham as famílias unidas em seus objetivos, e, como não podia deixar de ser, mantinha a tradição.
Apesar de não ser este um episódio inédito na história das pequenas cidades paulistas, as alianças entre os próprios moradores de Curralinho explicam a razão do temperamento dos curralinhenses, e, de certa forma, algumas características das consequências dessas alianças continuam presentes, atualmente, na sociedade joanopolitana. As alianças entre residentes foram tornando todos membros de uma mesma família que, com o tempo, foi crescendo. Isto justifica o orgulho da gente, ainda hoje, pelas gerações que os antecederam. É difícil encontrar na cidade uma família, descendente dos pioneiros, que não tenha algum parentesco com várias outras famílias antigas do tempo de Curralinho. Existem vários graus de parentesco entre os descendentes dessas famílias.
Como exemplo dessas alianças temos: João José Baptista Nogueira e Leopoldina Josefa de Araújo, Domingos Fernandes de Almeida e Adelaide Pinto Araújo, Pedro de Oliveira César e Clara Jezuína de Araújo, Alfredo Fernandes de Almeida e Maria Amélia Wohlers, Frederic Wilhelm Wohlers e Anna Cândida Figueiredo. A lista é interminável, inúmeros casais continuam alimentando a tradição. Somente a partir da inauguração da Capela de São João Batista, em 1887, começaram a surgir casamentos de curralinhenses com jovens das cidades vizinhas. As novas vias de comunicação foram lentamente modificando a tradição.
Seria necessário uma pesquisa profunda a fim de descobrir a inter-relação entre famílias antigas de Joanópolis. Admitimos que, em alguns casos, a ligação entre elas já existia no país de origem, Portugal, onde a decisão de imigrar para o Brasil era tomada com bases nas trocas de informações sobre a vida no Brasil. Era entre amigos e membros da família que o entusiasmo crescia para reencontrar, na colônia, os entes queridos.

## Geografia

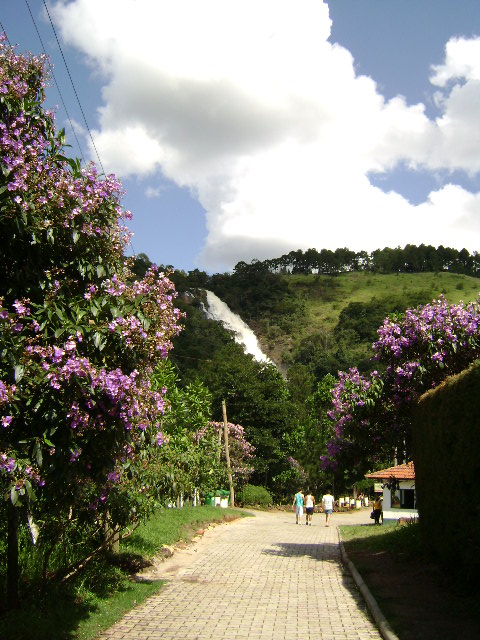
Cachoeira dos Pretos.

Localiza-se a uma latitude 22º55'49" sul e a uma longitude 46º16'32" oeste, estando a uma altitude de 906 metros, com uma área de 374,293 km².
Os municípios limítrofes são Extrema e Camanducaia (ambos em Minas Gerais) a norte, São José dos Campos a leste, Igaratá a sudeste, Piracaia a sul e Vargem a oeste.

### Hidrografia
- Usina Jaguari
- Rio Cachoeira
- Rio Jaguari

### Rodovias
SP-36 - José Augusto Freire

## Demografia

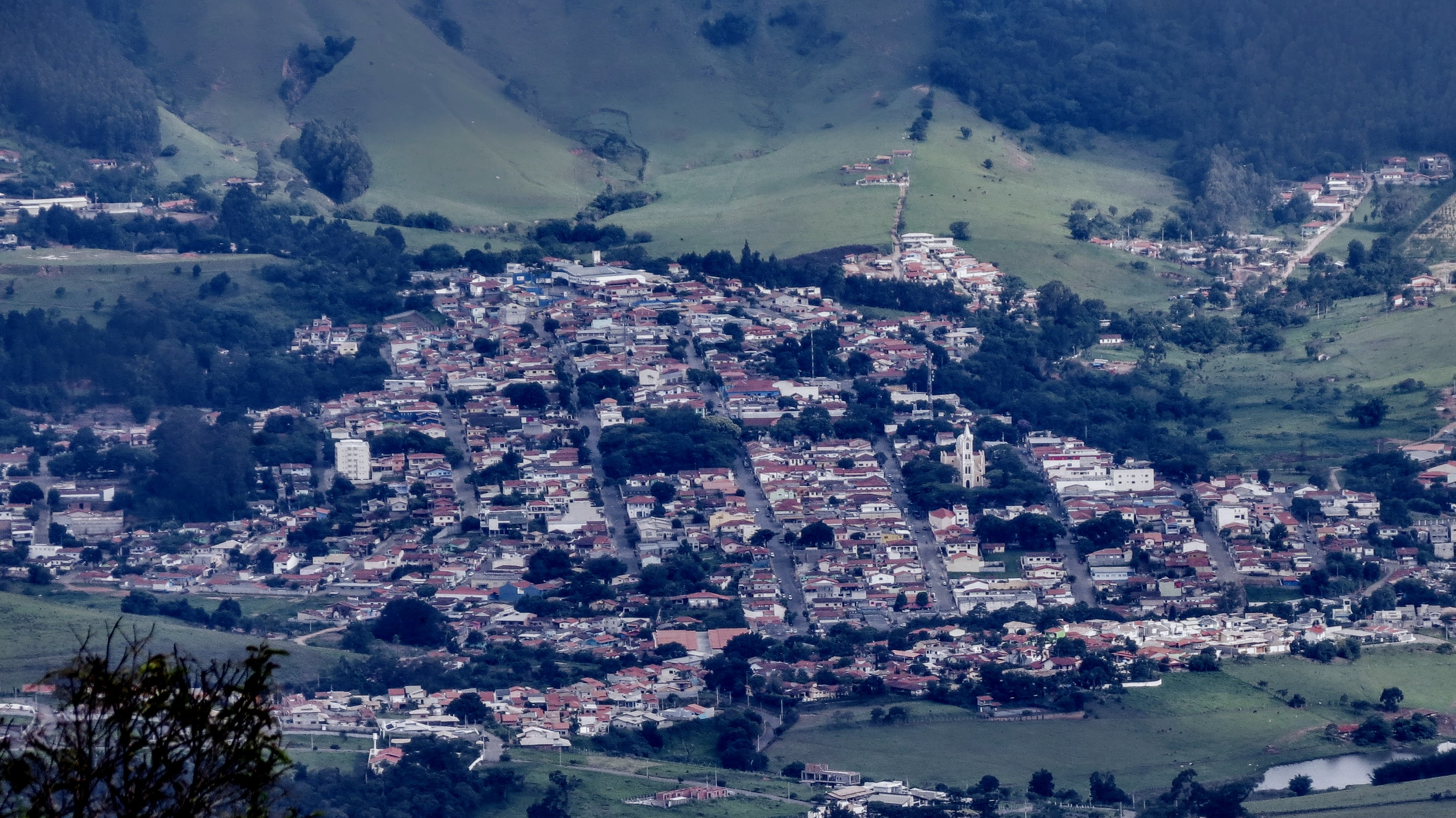
Área urbana vista a partir rampa de voo livre.

### População
| Crescimento populacional                             | Crescimento populacional | Crescimento populacional | Crescimento populacional |
| Ano                                                  | População Total          |                          | %±                       |
| ---------------------------------------------------- | ------------------------ | ------------------------ | ------------------------ |
| 1900                                                 | 3 838                    |                          | —                        |
| 1910                                                 | 11 994                   |                          | 212,5%                   |
| 1920                                                 | 10 653                   |                          | −11,2%                   |
| 1925                                                 | 10 810                   |                          | 1,5%                     |
| 1934                                                 | 9 900                    |                          | −8,4%                    |
| 1937                                                 | 10 584                   |                          | 6,9%                     |
| 1940                                                 | 11 144                   |                          | 5,3%                     |
| 1946                                                 | 12 648                   |                          | 13,5%                    |
| 1950                                                 | 9 774                    |                          | −22,7%                   |
| 1958                                                 | 9 401                    |                          | −3,8%                    |
| 1960                                                 | 8 844                    |                          | −5,9%                    |
| 1970                                                 | 7 362                    |                          | −16,8%                   |
| 1980                                                 | 7 754                    |                          | 5,3%                     |
| 1991                                                 | 8 186                    |                          | 5,6%                     |
| 2000                                                 | 10 409                   |                          | 27,2%                    |
| 2010                                                 | 11 768                   |                          | 13,1%                    |
| 2022                                                 | 12 815                   |                          | 8,9%                     |
| Est. 2024                                            | 13 095                   | [ 22 ]                   | 2,2%                     |
| Fontes: Censos Demográficos IBGE e Estimativas SEADE |                          |                          |                          |

### Dados demográficos
Segundo dados do Censo 2010, o município possuía uma população total de 11 768 habitantes, sendo 5841 homens e 5927 mulheres, com um densidade demográfica de 31,37 habitantes por km2. A mortalidade infantil em 2017 era de 7,25 óbitos para cada mil nascidos vivos. O índice de desenvolvimento humano municipal (IDHM) em 2010 era 0,699.

## Infraestrutura

### Comunicações
O sistema de telefones automáticos foi inaugurado na cidade em 1976 pela Telecomunicações de São Paulo (TELESP), que também implantou o sistema de discagem direta à distância (DDD) em 1981 com o código de área (011). Anteriormente a cidade era atendida pela Companhia Telefônica Brasileira (CTB).
Na telefonia celular, a cidade é atendida por Nextel (3G), Vivo, Claro e Tim (4G). A cobertura não é uniforme, e vários bairros da zona rural não são atendidos por nenhuma operadora. O DDD da cidade é 011, o mesmo da região metropolitana de São Paulo.

## Cultura
A cidade é conhecida como a capital do Lobisomem, com várias referências a este tema na cidade.

## Turismo

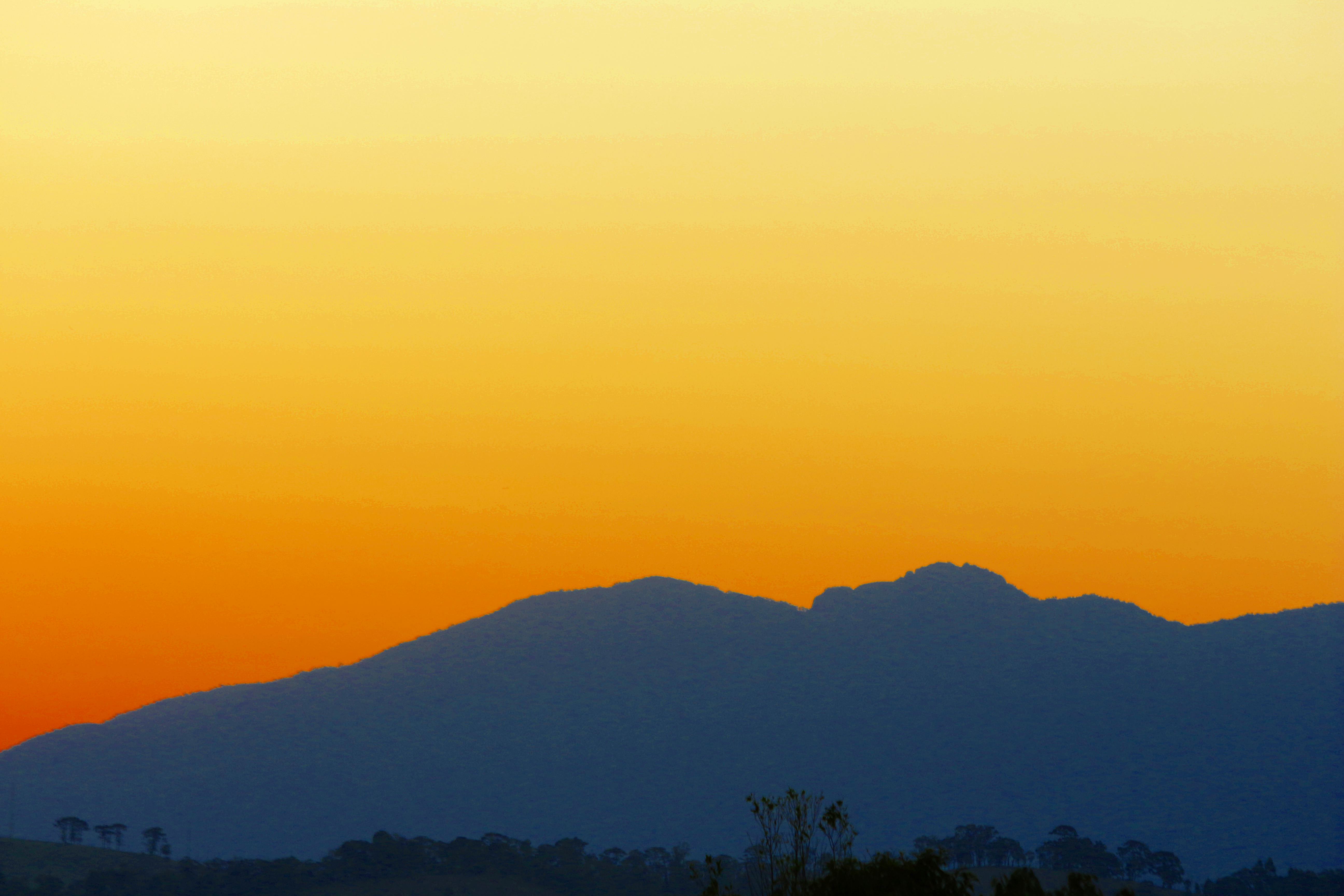
Gigante adormecido.

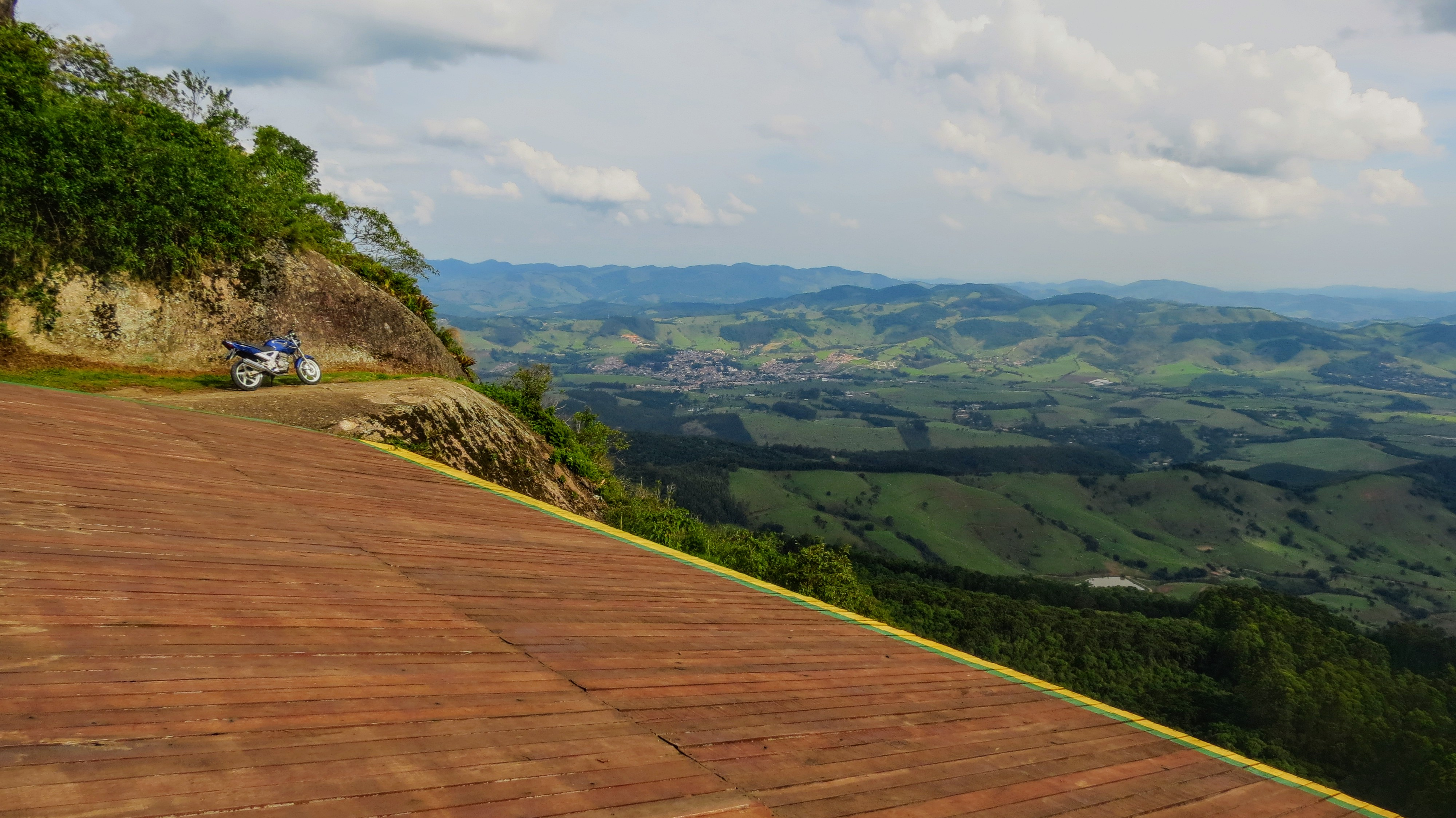
Rampa de voo livre com vista da cidade de Joanópolis ao fundo.

A cidade possui diversos hotéis, pousadas, campings e casas de aluguel de temporada, tanto na parte montanhosa como na represa, atendendo a todos os públicos. A cidade também conta com agências turismo receptivo para ajudar os turistas a aproveitar a cidade e seus atrativos, como trilhas nas montanhas, passeios de bicicleta, passeios de barco e a cavalo. Restaurantes de comida caipira, alambiques, lojas de artesanato local e de produtos agropecuários de produção artesanal complementam a experiência.

### Principais atrações naturais
- Cachoeira dos Pretos: tem altura de 154 metros e faz parte do rio Cachoeira, que é um dos rios que formam o rio Piracicaba. Destaca-se pelo seu enorme volume de água. Está situada a 18 km do centro de Joanópolis.
- Cachoeira Escondida: uma queda de 12 metros do ribeirão do Cancan, formando uma agradável piscina natural.
- Represa Jaguari: além da vista deslumbrante, a represa permite a prática de diversos esportes náuticos.
- Gigante Adormecido: corresponde a uma curiosa formação rochosa, no pé da Serra da Mantiqueira, que vista da rodovia ou da cidade vislumbra um homem deitado em cima da serra. É possível chegar ao pico, conhecido como Pedra do Cume, caminhando por trilhas.
- Pico do Selado: O ponto mais alto da cidade, a mais de 2.000 metros, avista-se a cidade de São José dos Campos, boa parte da Mantiqueira e o distrito de Monte Verde. Uma trilha permite a chegada ao cume, com a assistência de guias.
- Rampas de voo livre: próxima à cidade, no topo da Serra da Mantiqueira, bem na divisa entre os estados de São Paulo e Minas Gerais. Do lado paulista,  a maravilhosa vista da própria serra, da cidade de Joanópolis e das represas do Sistema Cantareira. Do lado mineiro, é possível ver a cidade de Extrema. São duas rampas, uma paulista e outra mineira.

## Religião

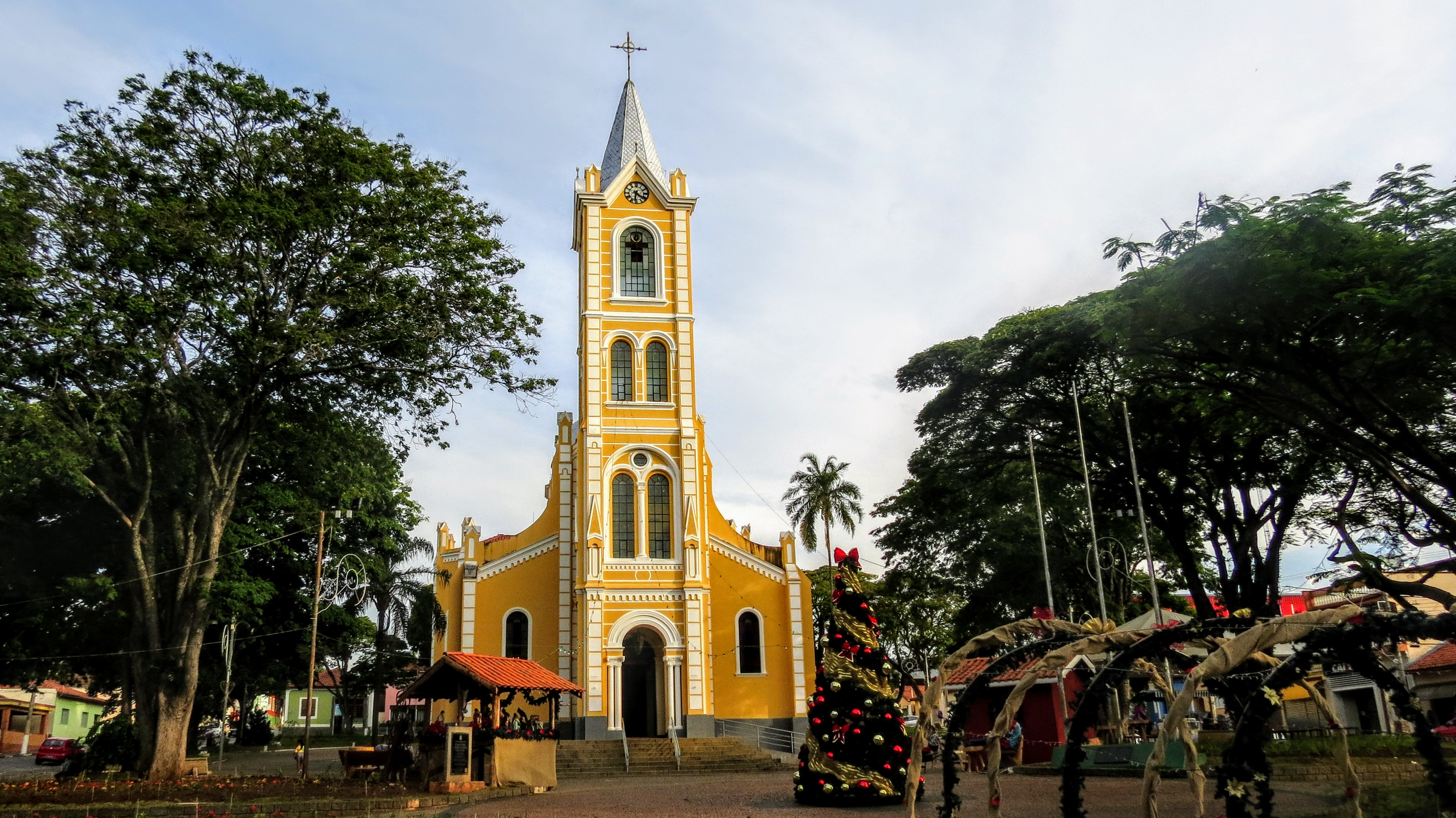
Praça central com Igreja Matriz em destaque (Praça Pe. Domingos Segurado).

O Cristianismo se faz presente na cidade da seguinte forma:

### Igreja Católica
- A igreja faz parte da Diocese de Bragança Paulista.[34]

### Igrejas Evangélicas
Entre as igrejas protestantes históricas, pentecostais e neopentecostais, encontram-se na cidade:
- Assembleia de Deus Ministério do Belém.[37][38]
- Congregação Cristã no Brasil.[39]